# Esadecacoro
In geometria quadridimensionale, l'esadecacoro (detto anche 16-cella o 4-ortoplesso) è uno dei sei policori regolari. È una naturale estensione in dimensione 4 dell'ottaedro. 
Come l'ottaedro è il poliedro duale del cubo, l'iperottaedro è il politopo duale dell'ipercubo.

## Descrizione
Da un punto di vista matematico, una 16-cella è l'inviluppo convesso di 8 punti nello spazio euclideo 4-dimensionale {\displaystyle \mathbb {R} ^{4}}, ad esempio:
{\displaystyle (\pm 1,0,0,0),(0,\pm 1,0,0),(0,0,\pm 1,0),(0,0,0,\pm 1).}
Ogni coppia di vertici, eccetto i vertici opposti, è collegata da uno spigolo.

## Facce
Come tutti i politopi, l'esadecacoro ha un certo numero di vertici, spigoli, facce...
- L'esadecacoro ha 8 vertici.
- Ciascuna coppia di vertici, eccetto i vertici opposti, è collegata da uno spigolo: ci sono quindi 8*6/2 = 24 spigoli.
- Ciascuna tripla di vertici a coppie non opposti determina una faccia: ci sono quindi 8*6*4/3! = 32 facce (triangolari).
- Ciascuna 4-upla di vertici a coppie non opposti determina una 3-faccia: ci sono quindi 8*6*4*2/4! = 16 facce tridimensionali (tetraedri).

Ogni vertice è collegato a 6 spigoli, 12 facce e 8 facce tridimensionali. La cuspide di un vertice è un tetraedro (sferico).

## Proiezioni

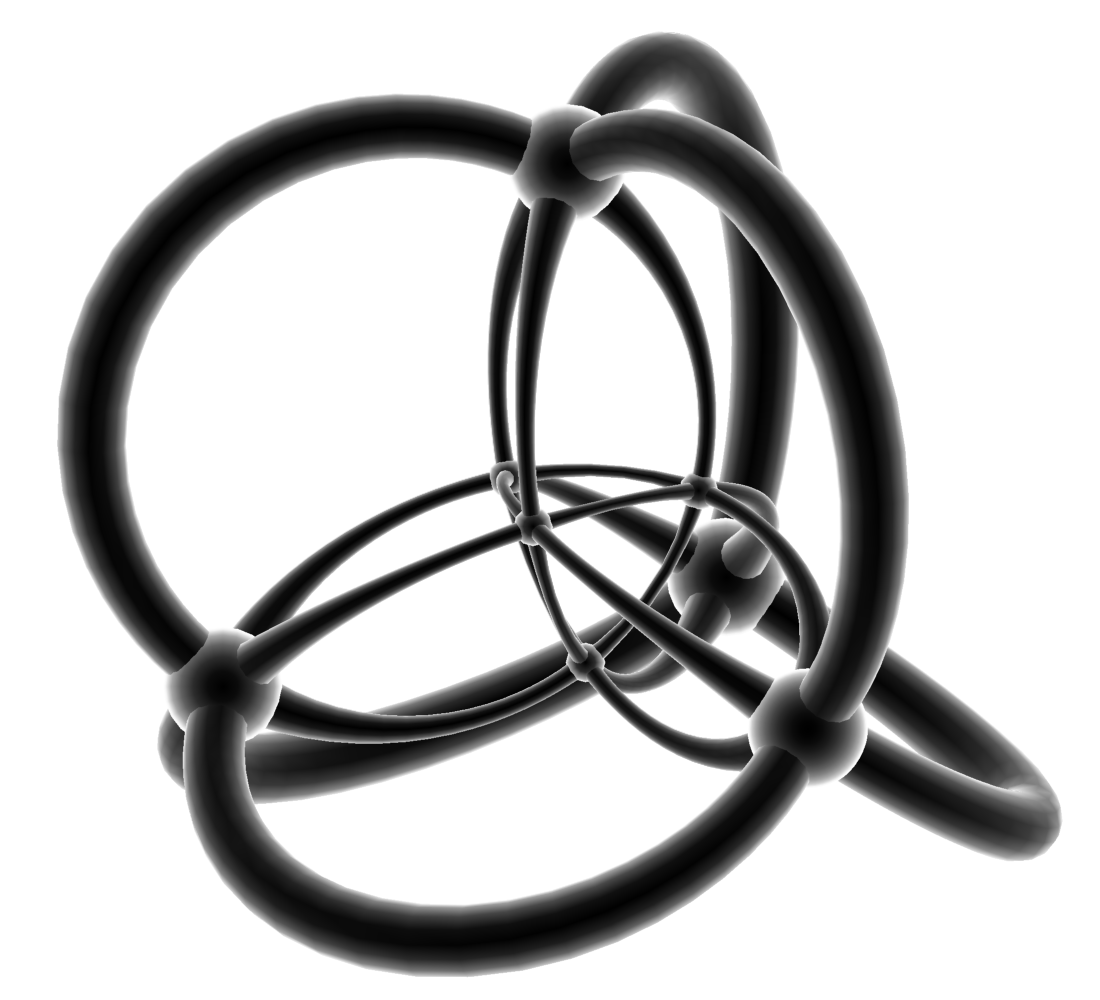
Proiezione stereografica

Proiezione nello spazio 3-dimensionale di un iperottaedro che ruota contemporaneamente su due piani ortogonali in.

Un poliedro 3-dimensionale può essere disegnato sul piano (bidimensionale): il disegno che ne risulta è generalmente l'immagine di una proiezione del poliedro sul piano. Analogamente, ogni policoro 4-dimensionale può essere proiettato nello spazio 3-dimensionale. L'immagine di questa proiezione dipende dal modo in cui il policoro è posizionato nello spazio euclideo 4-dimensionale (che in matematica è indicato con il simbolo {\displaystyle \mathbb {R} ^{4}}).
Una proiezione non può descrivere completamente la geometria di un iperottaedro; sono però visibili alcuni aspetti combinatori, come le incidenze fra vertici, spigoli e facce. Nella proiezione spigoli, facce e/o celle distinte possono intersecarsi, benché siano disgiunte nel poliedro quadridimensionale.
| La 16-cella mostrata in una proiezione ortogonale nel suo poligono di Petrie, con tutti i vertici connessi tra loro tranne quelli opposti. | 4-ortoplesso in un poligono di Petrie di ordine 6 con 2 vertici proiettati al centro |
| 4-ortoplesso in un poligono di Petrie di ordine 4 come un tesseratto alternato                                                             | Tesseratto                                                                           |

## Sviluppo

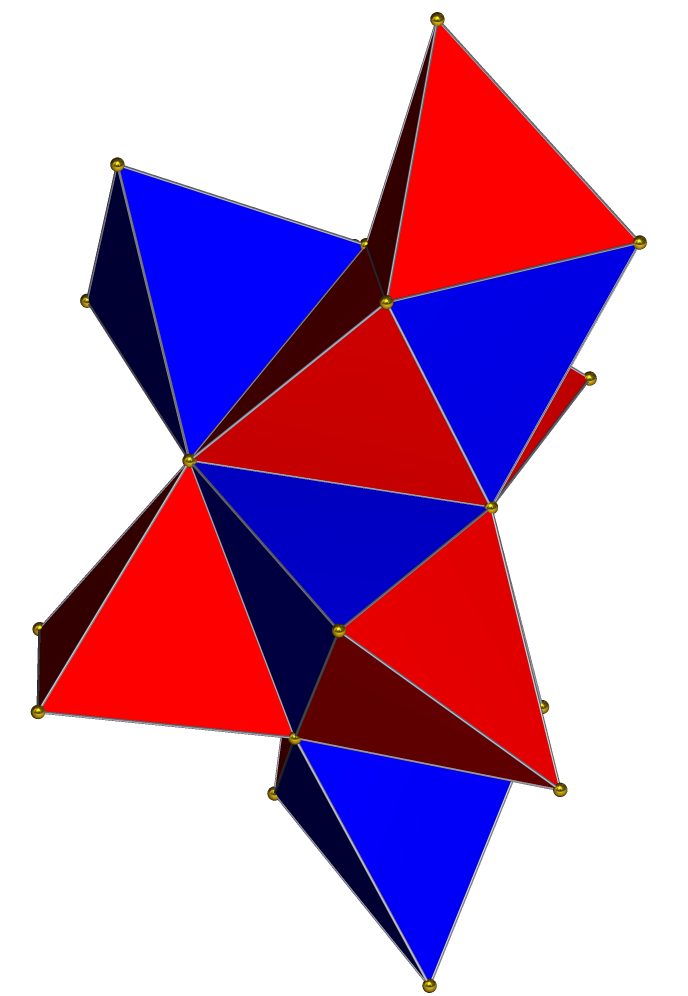
La 16-cella ha due costruzioni di Wythoff, una forma regolare e una forma alternata, mostrate qui come sviluppi. La seconda è rappresentata da celle tetraedriche colorate alternativamente con due colori.

Lo sviluppo dell'ipertetraedro è composto da 16 tetraedri regolari uniti in modo da avere, a due a due, una sola faccia in comune.

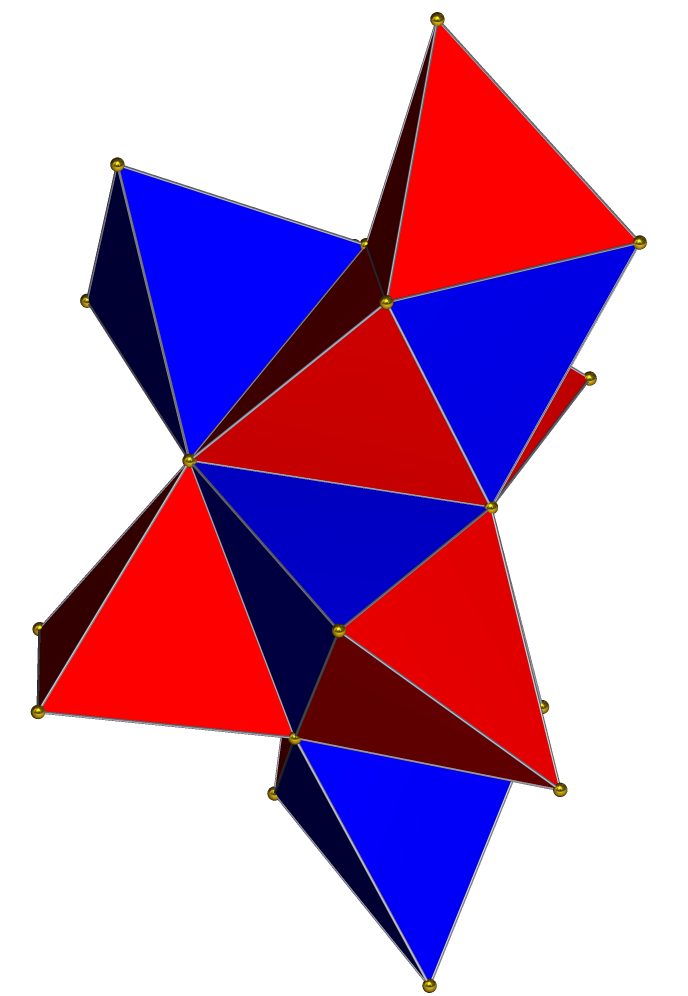
Sviluppi dell'esacosicoro (in forma regolare e in forma alternata)

## Dualità
L'iperottaedro è duale del tesseratto.

## Relazione di Eulero
Per questo politopo vale la relazione di Eulero, dove V è il numero di vertici, F è il numero di facce, S è il numero di spigoli e C è il numero di celle: 
{\displaystyle V+F=S+C.}
In questo caso 8 + 32 = 24 + 16.

## Modello
Per la costruzione del modello del policoro in contesto, sia nella "versione implosa" (in cui l'involucro è costituito dal poliedro di composizione: il tetraedro regolare), che nella "versione esplosa" (in cui l'involucro è costituito dal doppio del poliedro di composizione), i materiali più indicati sono quelli trasparenti (plexiglas, ecc.), ma con il filo metallico ("scheletro essenziale", cioè vertici e spigoli) è più facile da costruire, nell'una o nell'altra versione.

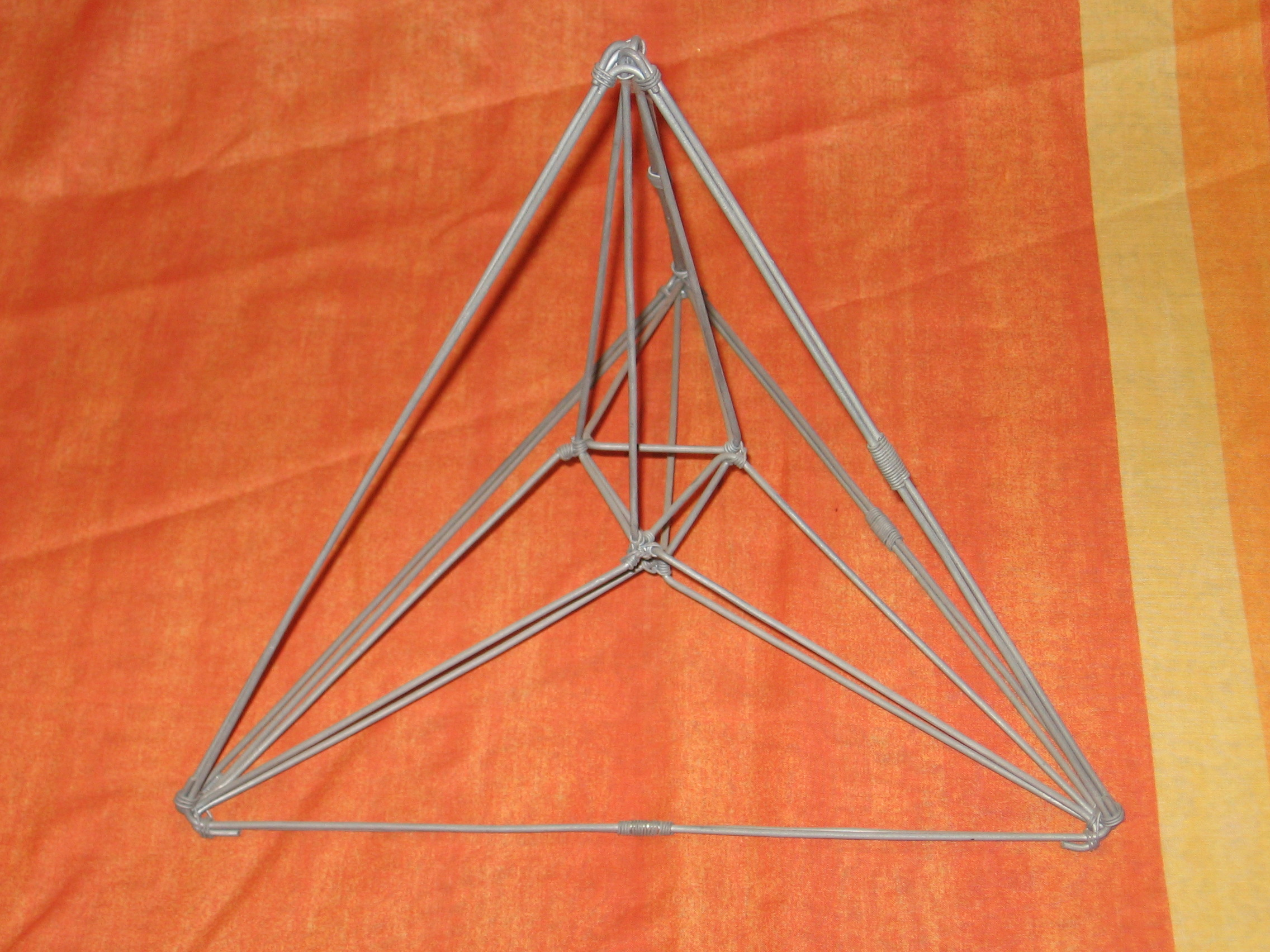
16-cella – (versione implosa)
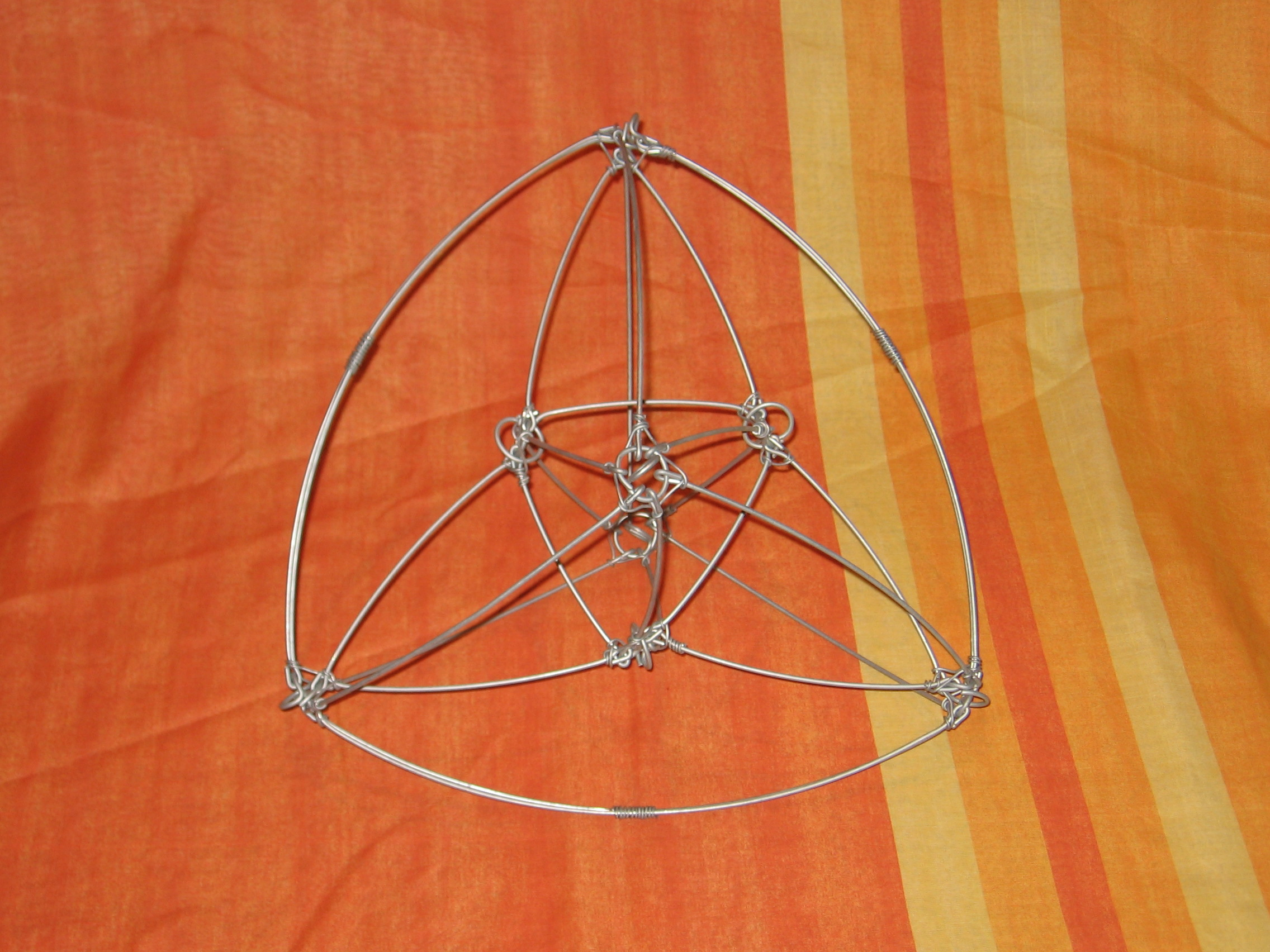
16-cella – (versione esplosa)
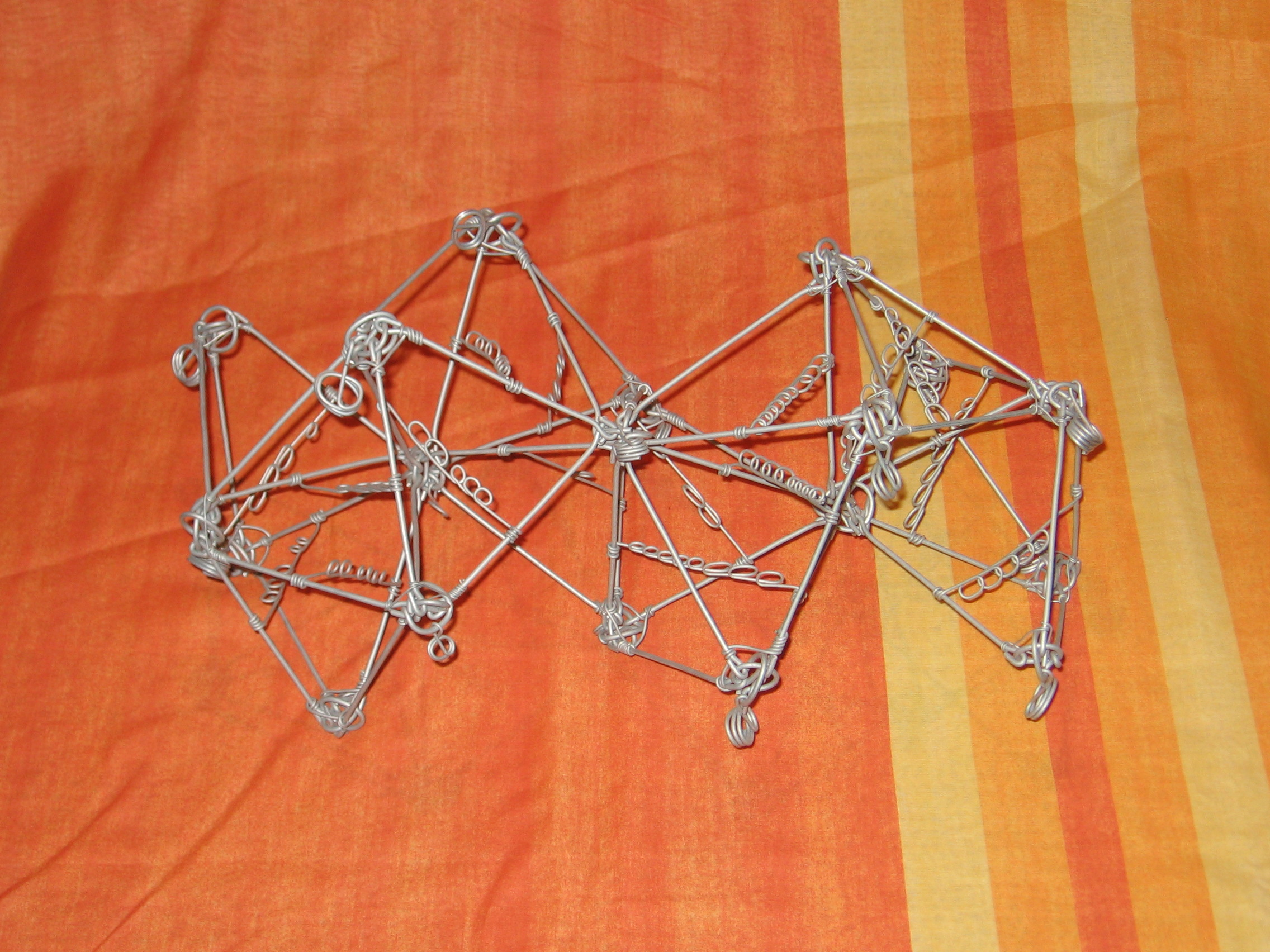
Sviluppo della 16-cella